# Miguel Ángel Ballesteros Martín
Miguel Ángel Ballesteros Martín (Segovia, 1953) es un general de Brigada de artillería español, experto en geopolítica, estrategia de seguridad y prevención del terrorismo. Entre 2018 y 2023 fue director del Departamento de Seguridad Nacional del Gabinete de la Presidencia del Gobierno.

## Trayectoria
Ingresó en la Academia General Militar en 1972, eligiendo el Arma de Artillería cuya academia se encuentra en su Segovia natal. Una vez superados los estudios, ascendió a Teniente de Artillería en 1976. Fue destinado a diferentes puestos en el Arma de Artillería y en el Estado Mayor, destacando su destino al Centro de Investigación Militar Operativa del Ministerio de Defensa.
Es diplomado en Investigación Operativa por la Universidad de Valencia (1979), diplomado en Estado Mayor (1991), realizó cursos sobre Estrategia y La URSS en la Política Mundial en la Universidad Nacional de Educación a Distancia (1991-1992) y doctor en Ciencias Políticas por la Universidad Pontificia de Salamanca con una tesis titulada «Metodología para elaborar una estrategia de seguridad nacional» (Premio Extraordinario 2015 por la Facultad de Ciencias Políticas de Madrid).
Especialista en geopolítica, prevención del terrorismo y yihadismo, de 1995 hasta septiembre de 2012 ha sido profesor asociado en la Universidad Pontificia de Salamanca (Campus de Madrid) y desde octubre de 2015 en la Facultad de Ciencias Políticas y Sociología de la Universidad Complutense de Madrid. También ha dirigido diversos cursos de verano de la Universidad Complutense de Madrid en El Escorial, en la Universidad Internacional Menéndez Pelayo y en la Universidad Internacional de Andalucía en Sevilla. También es profesor colaborador en el máster de prevención del terrorismo en la Universidad Rey Juan Carlos.
Fue el primer jefe del centro de satélites Centro Principal Helios Español y jefe del 'Equipo de Marca' para el desarrollo en el Programa multinacional de satélites HELIOS (satélites de reconocimiento francés, italiano y español) y entre 2002 y 2008 fue el Jefe del Departamento de Estrategia y Relaciones Internacionales de la Escuela Superior de las Fuerzas Armadas (ESFAS) del Centro Superior de Estudios de la Defensa (CESEDEN).
En 2009 fue nombrado General Director del Instituto Español de Estudios Estratégicos (CESEDEN-Ministerio de Defensa) y como especialista en seguridad y yihadismo ha publicado numerosos artículos en publicaciones especializadas, además de ser colaborador habitual en diversos medios de comunicación.

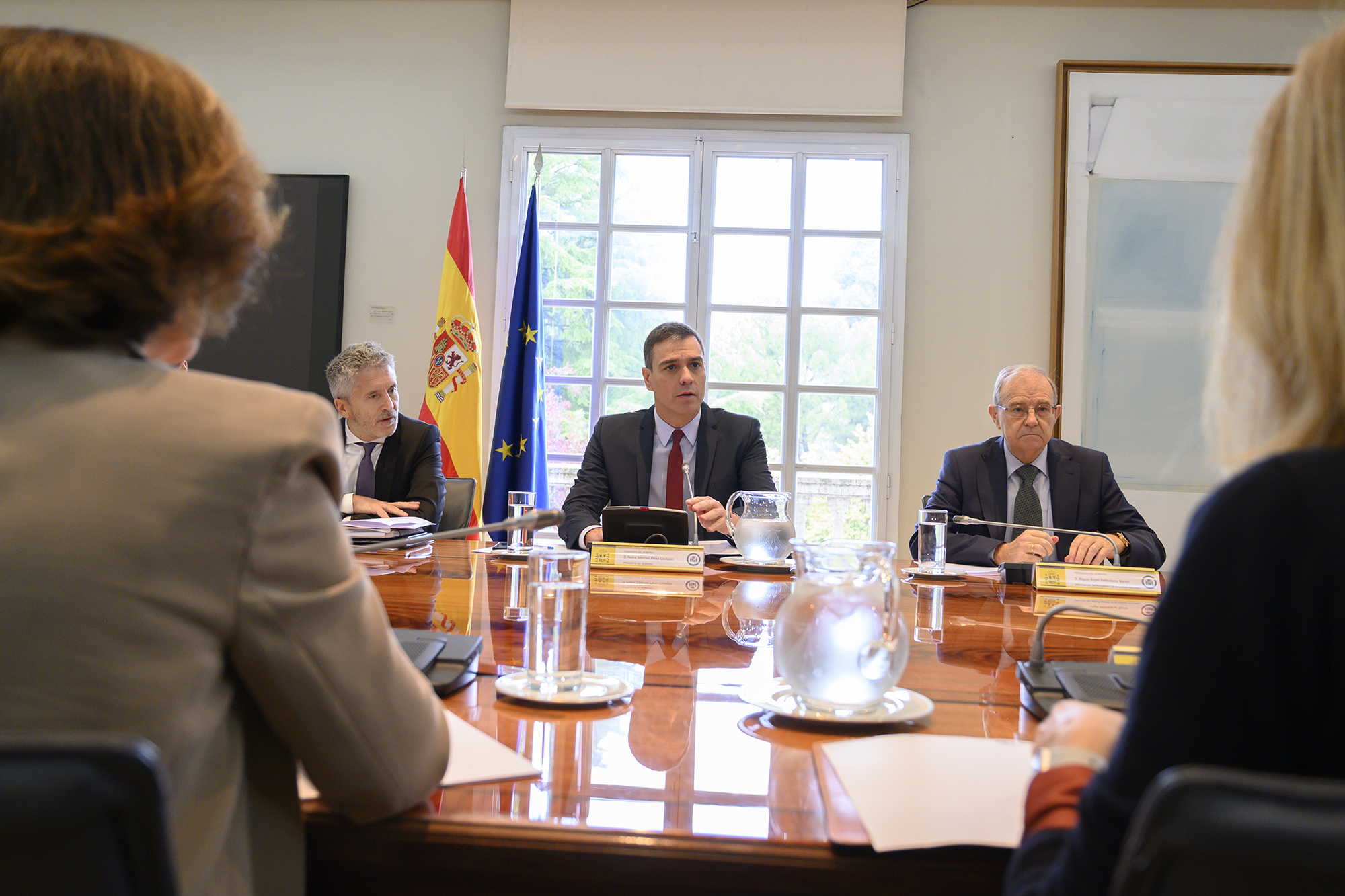
El director del Departamento de Seguridad Nacional, Miguel Ángel Ballesteros, en una reunión del Comité de coordinación de la situación en Cataluña presidida por Pedro Sánchez.

El 19 de junio de 2018 fue nombrado director del Departamento de Seguridad Nacional, un órgano de asesoramiento al Presidente del Gobierno integrado en el Gabinete de la Presidencia del Gobierno. Asimismo, Ballesteros fue la tercera persona en ocupar este cargo y el primero en no ostentar, al mismo tiempo, la condición de director adjunto del mencionado Gabinete. Cesó en noviembre de 2023, siendo sustituido por la general Loreto Gutiérrez Hurtado.
Tras su salida del DSN, formó parte del Comité de selección que tuvo como objetivo proponer tres candidatos para ocupar la Dirección de la Agencia Espacial Española.

## Publicaciones
- “En busca de una Estrategia de Seguridad Nacional”, Publicaciones de Defensa, Madrid, 2016

- “Yihadismo”, Editorial La Huerta Grande, Madrid, 2016 y 2017 (Segunda Edición)